# Jade Hannah
Jade Hannah (24 de enero de 2002) es una deportista canadiense que compite en natación, especialista en el estilo espalda. Ganó nueve medallas en el Campeonato Mundial Junior de Natación, en los años 2017 y 2019.